# Rødovre Mighty Bulls
Rødovre Mighty Bulls er en ishockeyklub, der spiller i den bedste danske række ishockeyliga. Rødovre Mighty Bulls er den professionelle eliteoverbygning på Rødovre Skøjte & Ishockey Klub (RSIK).
Rødovre Mighty Bulls har (sammen med moderklubben RSIK) vundet det danske mesterskab 6 gange: i 1978, 1983, 1985, 1986, 1990 og senest i 1999, og i 2007 blev de danske pokalmestre efter en sejr over Odense i finalen. Udover guldmedaljerne er det blevet til sølv i 1979, 1981, 1982, 1991 og 2001 samt bronze i 1987, 1992, 1993 og 2013.
Ishockeyen i Rødovre kunne i 2014 fejre 50 års jubilæum i den bedste danske ishockeyliga. Rødovre er den eneste klub, der har haft et hold i ligaen i 50 år i træk.
De største rivaler for klubben er Herlev Eagles og Rungsted samt naboerne fra Hvidovre.

## Talentarbejde
Moderklubben RSIK er kendt for sit stærke talentarbejde, noget som Rødovre Mighty Bulls også bidrager til og nyder godt af. Her er en liste over nogle af de talenter som klubben har fostret over de seneste år:
- Jannik Hansen
- Morten Madsen
- Mads Bødker
- Mikkel Bødker
- Lars Eller
- Sebastian Dahm
- Jesper Jensen Aabo
- Mathias Bau Hansen

En del af disse talenter er dog alle i en relativ ung alder søgt til stærkere ishockeynationer som Sverige og Canada for at udvikle deres spil yderligere.

## Fans og tilskuere
Tilskuerrekorden er 3.600 tilskuere mod Frederikshavn White Hawks d. 23. marts 1999. Rekorden blev tangeret den 26. januar 2012, da man i samarbejde med Rødovre Lokal Nyt arrangerede Operation: Fyld Hallen, og igen den 13. februar 2015.

## Social og lokal ansvarlighed
Rødovre Mighty Bulls støtter socialt eller lokalt arbejde og giver f.eks. klubben reklameplads til Børnefonden og Kræftens Bekæmpelse, ligesom man også deltager og bidrager til lokale arrangementer og samarbejder.

## Spillere

### Nævneværdige spillere
I foyeren i Rødovre Skøjte Arena hylder klubben sine "legender". De første til at blive hædret på denne måde var Jannik Hansen, Lars Eller og Mikkel Bødker, der trådte sine barnesko i Rødovre, og som opnåede flotte karrierer i National Hockey League.
Senest har de tre NHL-legionærer fået selskab af Michael Smidt, der spillede for Rødovre Mighty Bulls i hele sin karriere. Han debuterede som 16-årig i 1995 og sluttede karrieren som 34-årig i 2014 efter 669 kampe i Rødovre-trøjen, hvilket er klubrekord, samt Michelle Karvinen, der fik sin ishockeyopdragelse i Rødovre, og som bl.a. har vundet VM og OL-medaljer med Finlands landshold.

### Pensionerede trøjenumre
Følgende trøjenumre er fredede i klubben og benyttes derfor ikke længere på klubbens hold:
- 5 Tommy Pedersen[8]
- 29 Jannik Stæhr[9]

### Aktuel spillertrup
I sæsonen 2018-2019 består truppen af følgende spillere.

#### Målmænd
| 1  | Danmark | William Rørth     |
| 39 | Sverige | Stefan Ridderwall |

#### Backs
| 4  | Danmark | Lasse Holm Mortensen |
| 10 | Danmark | Marco Illemann       |
| 13 | Danmark | Sebastian Bergholt   |
| 14 | Danmark | Christoffer Frænell  |
| 18 | Danmark | Kasper Jensen        |
| 27 | Danmark | Patrick Flügge       |
| 33 | Sverige | David Suvanto        |
| 40 | Finland | Julius Nyqvist       |

#### Forwards
| 3  | Danmark | Jannik Karvinen          |
| 11 | Danmark | Mads Eller               |
| 16 | Danmark | Jonas Sass               |
| 19 | Danmark | Matthias Asperup         |
| 20 | Danmark | Morten Andreasen         |
| 21 | Danmark | Dennis Christjansen      |
| 23 | Danmark | Thomas Olsen             |
| 24 | Danmark | Rasmus Astrup            |
| 51 | Danmark | André Pison Stærmose     |
| 71 | Danmark | Nicklas Beyer Carlsen    |
| 89 | Danmark | Frederik Skovby          |
| 91 | Danmark | Steffen Klarskov Nielsen |
| 94 | Danmark | Nikolaj Zorko            |